# Georges Chaulet
Georges Chaulet (* 25. Januar 1931 in Paris; † 13. Oktober 2012 in Maisons-Alfort)
war ein französischer Schriftsteller und Comicautor.

## Werdegang
Als Sohn einer Kauffrau und eines Ingenieurs wuchs Georges Chaulet in der Nähe von Paris auf. Nach der
Schulzeit und dem Abschluss der Matura trat er in die  École des Beaux-Arts in Paris ein, wo er Architektur studierte.
Im Anschluss an den Militärdienst in Deutschland versuchte er sich als Schriftsteller.
Zunächst für Casterman und später für Hachette begann Georges Chaulet Kinder- und Jugendromane zu schreiben. Nach dem Achtungserfolg Les 4 As folgte die Reihe Fantômette, die sich nicht weniger als 15 Millionen Mal verkaufte. Zusammen mit François Craenhals gab er Die Vier und Fantômette in Comicform heraus.

## Werke
Les 4 As
- Le fantôme de Campaville (1957)
- Les 4 As font du cinéma (1958)
- Les 4 As et le Picasso (1959)
- Les 4 As et le serpent de mer (1961)
- Les 4 As et le secret du donjon (1962)
- Les 4 As au collège (1962)

Fantômette
- Les exploits de Fantômette (1961)
- Fantômette contre le hibou (1962)
- Fantômette contre le géant (1963)
- Fantômette au carnaval (1963)
- Fantômette et l’île de la sorcière (1964)
- Fantômette contre Fantômette (1964)
- Pas de vacances pour Fantômette (1965)
- Fantômette et la télévision (1966)
- Opération Fantômette (1966)
- Les sept Fantômettes (1967)
- Fantômette et la dent du diable (1967)
- Fantômette et son prince (1968)
- Fantômette et le brigand (1968)
- Fantômette et la lampe merveilleuse (1969)
- Fantômette chez le roi (1970)
- Fantômette et le trésor du pharaon (1970)
- Fantômette et la maison hantée (1971)
- Fantômette à la mer de sable (1971)
- Fantômette contre la main jaune (1971)
- Fantômette viendra ce soir (1972)
- Fantômette dans le piège (1972)
- Fantômette et le secret du désert (1973)
- Fantômette et le masque d’argent (1973)
- Fantômette chez les corsaires (1973)
- Fantômette contre Charlemagne (1974)
- Fantômette et la grosse bête (1974)
- Fantômette et le palais sous la mer (1974)
- Fantômette contre Diabola (1975)
- Appelez Fantômette (1975)
- Olé, Fantômette (1975)
- Fantômette brise la glace (1976)
- Les carnets de Fantômette (1976)
- C’est quelqu’un, Fantômette (1977)
- Fantômette dans l’espace (1977)
- Fantômette fait tout sauter (1977)
- Fantastique Fantômette (1978)
- Fantômette et les 40 milliards (1978)
- L’almanach de Fantômette (1979)
- Fantômette en plein mystère (1979)
- Fantômette et le mystère de la tour (1980)
- Fantômette et le dragon d’or (1980)
- Fantômette contre Satanix (1981)
- Fantômette et la couronne (1982)
- Mission impossible pour Fantômette (1982)
- Fantômette en danger (1983)
- Fantômette et le château mystérieux (1984)
- Fantômette ouvre l’oeil (1984)
- Fantômette s’envole (1985)
- C’est toi Fantômette (1987)
- Le retour de Fantômette (2006)
- Fantômette a la main verte (2007)
- Fantômette et le magicien (2009)
- Les secrets de Fantômette + Fantômette amoureuse (2011)

Étincelle
- Mlle Étincelle et l’alchimiste (1961)
- Mlle Étincelle et l’usurpateur (1962)
- Mlle Étincelle et le transistor (1965)

Les 3 D
- Les 3 D à la chasse aux timbres (1963)
- Les 3 D à l’hôtel flottant (1964)

Béatrice
- Une rapière pour Béatrice (1963)
- Béatrice au grand galop (1964)
- Béatrice à l’abordage (1965)

Le petit Lion
- Le petit Lion premier ministre (1968)
- Le petit Lion astronaute (1968)
- Le petit Lion se fâche (1969)
- Le petit Lion et la source enchantée (1969)
- Le petit Lion va se marier (1970)
- Le petit Lion dans la tempête (1971)
- Le petit Lion tourne un grand film (1972)
- Le petit Lion à l’école (1973)
- Le petit Lion inventeur (1974)
- Le petit Lion cow-boy (1975)
- Le petit Lion grand chasseur (1975)
- Le petit Lion au palais des merveilles (1976)
- Le Petit Lion et les sept pingouins (1979)

Le prince Charmant
- Le trésor du prince Charmant (1979)
- Le prince Charmant et le magicien (1979)
- Le prince Charmant chez la fée pervenche (1979)
- Le prince Charmant face au géant (1980)
- Le prince Charmant contre la sorcière verte (1980)
- Le prince Charmant et les sept princesses (1981)
- Le prince Charmant et le cheval volant (1981)

Les Trésors
- Le trésor de la Trinité (1989)
- Le trésor des Apaches (1989)
- Le trésor de Childéric (1989)
- Le trésor du roi Lobengoula (1989)
- Le trésor des vaisseaux de Bretagne (1989)
- Le trésor des Templiers (1989)
- Le trésor du pharaon (1990)
- Le trésor de l’alchimiste (1990)
- Le trésor des troyens (1990)